# Zagrepčanka
Zagrepčanka je poslovni neboder smešten u Zagrebu u Hrvatskoj, četvrti po visini neboder u toj zemlji.

## Tehnički podaci
Visina nebodera je 94,6 metara. Iznad zemlje su prizemlje i 26 spratova. Na krovu se nalazi radio jarbol čiji je vrh 109 metara iznad zemlje. Ispod zemlje se nalazi nekoliko spratova podruma koji služe za parkiranje.
Deo je kompleksa koji se još sastoji od nižeg poslovnog objekta visine 3 sprata, umetničke instalacije i fontane. U neboderu se nalazi mozaik kojeg je kreirao slikar Edo Murtić.
Neboder se sastoji od 3 dela: središnji (najviši) doseže 26. sprat, drugi po visini (zapadni) 21. sprat, a treći (istočni) ide do 19. sprata. Spratove poslužuje 8 liftova.
Fasada je izvedena u belom mramoru i reflektivnom staklu, od čega su fiksni prozori od svetlo zelenog, a podne grede tamno zelenog stakla.
Na 25. i 26. spratu se nalazi 23 trostrane prizmaste izbočine.
Središnje krilo nebodera na svakoj ploštini ima 24 nosive grede, a bočna krila 23. Bočna su krila hiperbolično zakrivljena po horizontali, i to svako krilo u svom smeru.
Površina nebodera je oko 50000 m²;.

## Istorija
Neboder je izgrađen 1976.. Arhitekte su bile Slavko Jelinek i Berislav Vinković, a njegov oblik je inspirisan je neboderom Thyssenhaus u Diseldorfu.
Desetak godina nakon dovršetka, s nebodera su počele otpadati debele mramorne ploče, od kojih su neke završavale i izvan travnjaka koji dodiruje neboder na nekoliko mesta. Zbog opasnosti, u zgradu se od onda ulazilo kroz tunel od dasaka i čelika.
Renoviranje je počelo u 21. veku, i za sada je gotova samo najeksponiranija, zapadna strana, a tunel na istočnoj strani je i dalje u upotrebi.
Sve do 2006. godine, Zagrepčanka je bila najviši neboder u Republici Hrvatskoj, kada ju je nadvisio Eurotower sa svojih 97 metara. I dalje (januar 2009. godine) drži rekord za kancelariju na najvišem spratu (Eurotower je nadvisuje samo mašnarnicom i ukrasnim vršnim staklom) i za najveći broj poslovnih spratova.

## Galerija
- zapadno krilo
- Zagrepčanka s obližnjeg parkirališta
- oštećenje na istočnom krilu
- pogled s Richterovih nebodera, u daljini Cibonin Toranj, HOTO business tower, Westin